# Oxynoemacheilus frenatus
Oxynoemacheilus frenatus (synoniem: Barbatula frenata) is een straalvinnige vissensoort uit de familie van de bermpjes (Nemacheilidae). De wetenschappelijke naam van de soort is voor het eerst geldig gepubliceerd in 1843 door  Johann Jakob Heckel.
B. frenata werd in 1836 verzameld in de Tigris in het noorden van Syrië tijdens een wetenschappelijke reis van de geoloog Joseph Russegger.